# جائزة وايتهيد
جائزة وايتهيد هي جائزة تمنح سنوياً من قبل جمعية الرياضيات في لندن إلى عدة علماء رياضيات يعملون في المملكة المتحدة والذين هم في مرحلة مبكرة من حياتهم المهنية.وقد تم تسمية الجائزة في ذكرى نظرية هوموتوبي الرائدة لجون هنري وايتهيد.
وبشكل أدق، المرشح للجائزة يجب أن يكون مقيماً في المملكة المتحدة في 1 يناير من بداية السنة التي منحت له الجائزة أو يجب أن يكون قد تلقى تعليمه في المملكة المتحدة. أيضا، يجب أن يكون لدى المرشح أقل من 15 عاما من عمل بحوث بعد الدكتوراة ويجب أن لا يكون قد حصل سابقاً على أي جوائز أخرى من الجمعية.
منذ إنشاء الجائزة، لم تكن تمنح الجائزة لأكثر من اثنين في السنة، ولكن في عام 1999 تم زيادة هذا إلى أربعة لكي تكون شاملة في جميع نواحي الرياضيات، بما في ذلك الرياضيات التطبيقية والفيزياء الرياضية، والجوانب الرياضية لعلوم الحاسب.

## الحاصلون على الجائزة
- 1979 بيتر كاميرون، Peter Tennant Johnstone
- 1980 H. G. Dales, J. Toby Stafford[1]
- 1981 نايجل هيتشن، Derek F. Holt
- 1982 جون ماكلود بول، مارتن تايلور
- 1983 جيف باريس، Andrew Ranicki
- 1984 سيمون دونالدسون، صموئيل جيمس باترسون
- 1985 دان سيغال، Philip J. Rippon
- 1986 تيري ليونز، David A. Rand[2]
- 1987 C. M. Series, Aidan H. Schofield
- 1988 S. M. Rees  [لغات أخرى]‏, P. J. Webb, أندرو وايلز
- 1989 D. E. Evans  [لغات أخرى]‏، Frances Kirwan، ريتشارد إس. وارد
- 1990 مارتن تي بارلو، ريتشارد تايلور (عالم رياضيات), A. J. Wassermann
- 1991 N. S. Manton  [لغات أخرى]‏, A. J. Scholl
- 1992 K. M. Ball, ريتشارد بورشردس
- 1993 D. J. Benson, بيتر بندكت كورنهيمر, D. G. Vassiliev
- 1994 P. H. Kropholler, R. S. MacKay
- 1995 تيموثي غاورز, J. Rickard
- 1996 John Roe  [لغات أخرى]‏, Y. Safarov
- 1997 برايان بوديتش, A. Grigor'yan, دومينيك جويس
- 1998 S. J. Chapman, Igor Rivin, de [الإنجليزية]
- 1999 مارتن بريدسون، G. Friesecke، N. J. Higham، ايمري ليدر
- 2000 M. A. J. Chaplain، G. M. Stallard، أندرو إم. ستيوارت، Burt Totaro
- 2001 M. McQuillan  [لغات أخرى]‏، A. N. Skorobogatov  [لغات أخرى]‏، V. Smyshlyaev، J. R. King
- 2002 Kevin Buzzard، Alessio Corti، Marianna Csörnyei، C. Teleman
- 2003 N. Dorey، T. Hall، M. Lackenby، M. Nazarov
- 2004 M. Ainsworth، Vladimir Markovic، ريتشارد توماس,[3] Ulrike Tillmann
- 2005 بين غرين، Bernd Kirchheim، نيل ستريكلاند، Peter Topping
- 2006 Raphaël Rouquier، Jonathan Sherratt، باول ساتكليف، Agata Smoktunowicz
- 2007 Nikolay Nikolov، Oliver Riordan، Ivan Smith، Catharina Stroppel
- 2008 تيموثي براونينج، Tamás Hausel، مارتين هايرر، Nina Snaith
- 2009 Mihalis Dafermos، Cornelia Druţu، Robert James Marsh، Markus Owen
- 2010 Harald Helfgott، Jens Marklof، Lasse Rempe، Françoise Tisseur
- 2011 جوناثان بينيت  [لغات أخرى]‏, Alexander Gorodnik، Barbara Niethammer، Alexander Pushnitski
- 2012 Toby Gee، Eugen Vărvărucă، Sarah Waters  [لغات أخرى]‏، أندرياس فينتر
- 2013 Luis Alday، أندريه نيفيس، توم ساندرز (رياضياتي)، Corinna Ulcigrai
- 2014 Clément Mouhot، Ruth Baker، Tom Coates  [لغات أخرى]‏، دانييلا كوهن and Deryk Osthus[4]
- 2015 Peter Keevash، جيمس ماينارد، Christoph Ortner، ماسون بورتر، Dominic Vella، David Loeffler and Sarah Zerbes